# Rastdorf
Rastdorf település Németországban, azon belül Alsó-Szászország tartományban. Lakosainak száma 1072 fő (2023. december 31.). Rastdorf Lorup, Hilkenbrook, Vrees, Werlte, Spahnharrenstätte és Friesoythe községekkel határos.

## Népesség
A település népességének változása:
| Lakosok száma | 1053 | 1052 | 1090 | 1048 | 1067 | 1072 |
|               | 2016 | 2017 | 2019 | 2021 | 2022 | 2023 |